# Bataille d'Hangö Oud
Cet article concerne la bataille de 1714. Pour la bataille de 1941, voir bataille de Hanko (1941).
Grande guerre du Nord (1700-1721)
Batailles
- Riga I
- Narva I
- Daugava
- Rauge
- Erastfer
- Kliszów
- Hummelshof
- Nöteborg
- Saladen
- Pułtusk
- Jēkabpils
- Narva II
- Poznań
- Punitz
- Gemauerthof
- Varsovie
- Hrodna
- Fraustadt
- Kletsk
- Kalisz
- Holowczyn
- Malatitze
- Lesnaya
- Poltava
- Perevolochna
- Helsingborg
- Viborg
- Riga II
- Baie de Køge
- Fladestrand
- Gadebusch
- Bender
- Pälkäne
- Storkyro
- Hangö Oud
- Fehmarn Bält
- Rügen
- Kristiania (Oslo)
- Stralsund
- Dynekilen
- Osel
- Stäket
- Grengam

La bataille navale d'Hangö Oud (suédois : Sjöslaget vid Hangöudd, russe : Гангутское сражение (« bataille de Gangut »), finnois : Riilahden taistelu (« bataille de Riilahti »)) se déroule le 26-27 juillet 1714, pendant la grande guerre du Nord. La flotte russe de Pierre le Grand y défait complètement la flotte suédoise des amiraux Gustaf Wattrang et Erik Johan Lillie. À la suite de cette bataille, livrée au large de la péninsule de Hanko, les Suédois perdent leur domination sur la mer Baltique et les Russes occupent la Finlande.

## Conséquences
La flotte suédoise, bien que sévèrement battue, n'est pas détruite et se replie pour protéger la Suède d'une attaque russe. La flotte russe accède grâce à cette victoire au golfe de Botnie, ce qui contraint les armées suédoises en Finlande à se replier derrière le Torne.

## Dénomination de la bataille
La bataille d'Hangö Oud tient son nom du nom traditionnel de la péninsule de Hanko en suédois, Hangöudd. Le nom anglais de la bataille Gangut est la translittération latine de la translittération cyrillique d'Hangöudd. La bataille est parfois appelée aussi « bataille d'Ahvenanmaa », d'après le nom finnois des îles Åland qui passent aux mains des Russes à la suite de la bataille.